# Silvestre Pérez y Martínez

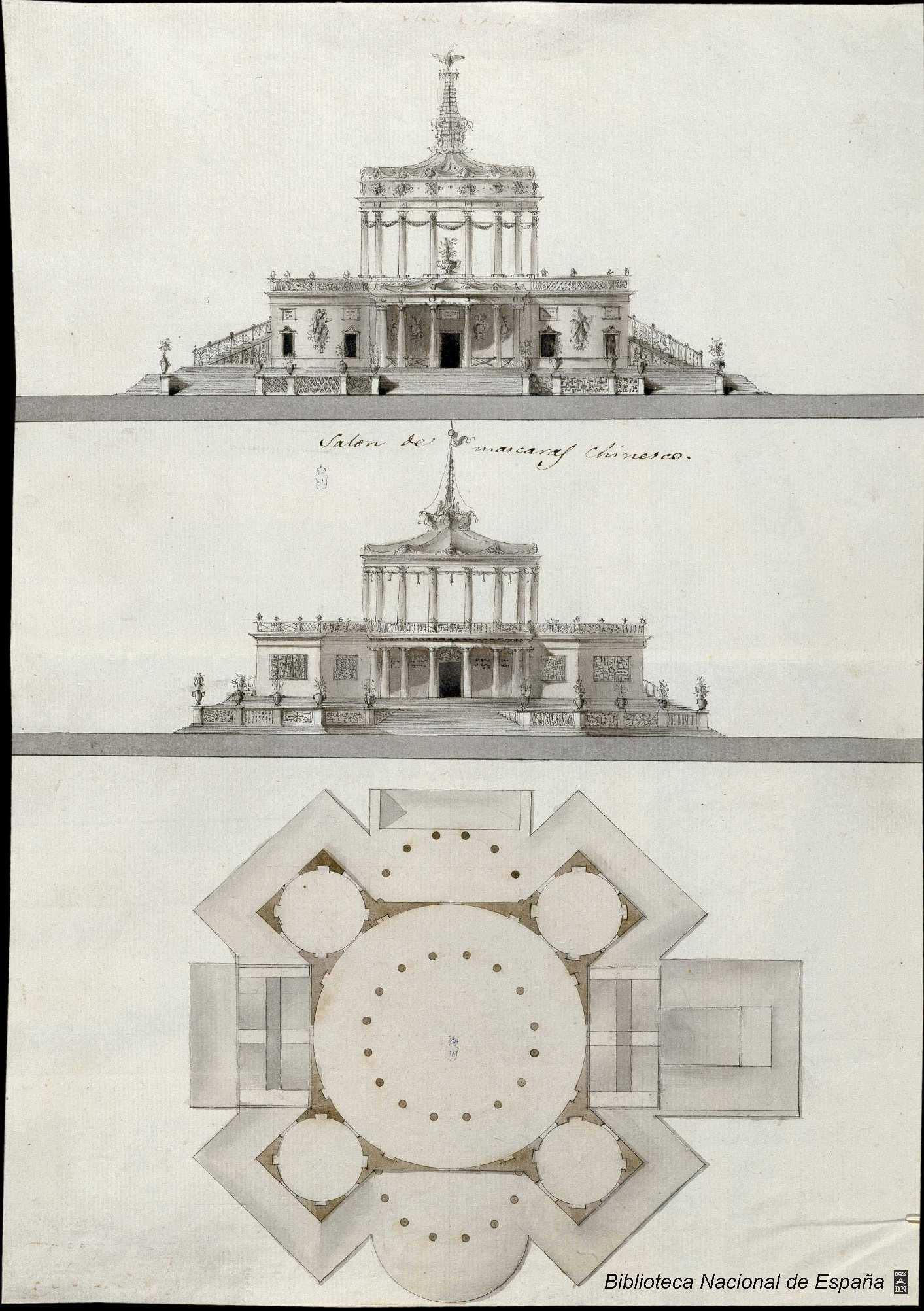
Silvestre Pérez: proyecto de salón de máscaras chinesco con dos propuestas de alzado y planta. Dibujo a pluma y aguada. Biblioteca Nacional de España.

Silvestre Pérez y Martínez (Épila, Zaragoza, 1767-Madrid, 1825) fue un arquitecto español de carácter  y formación neoclásica.

## Biografía
Educado por Agustín Sanz desde 1777 a 1781, discípulo de Ventura Rodríguez desde 1781 a 1785, su posterior estancia en Roma como pensionado (1791-1796) coincide con la difusión de ideas francesas y con la crisis del modo clásico —especialmente en lo concerniente al vitruvianismo—, pues eran reveladoras las cuestiones a las que llevaba el nuevo conocimiento arqueológico del mundo griego. Su investigación en Roma se centra en realizar planos de las ruinas romanas, con la intención de definir el espacio de los antiguos, y aprovechar este aprendizaje, fuera de alardes decorativos y centrado en cuestiones espaciales que aplicaría en sus composiciones posteriores.  

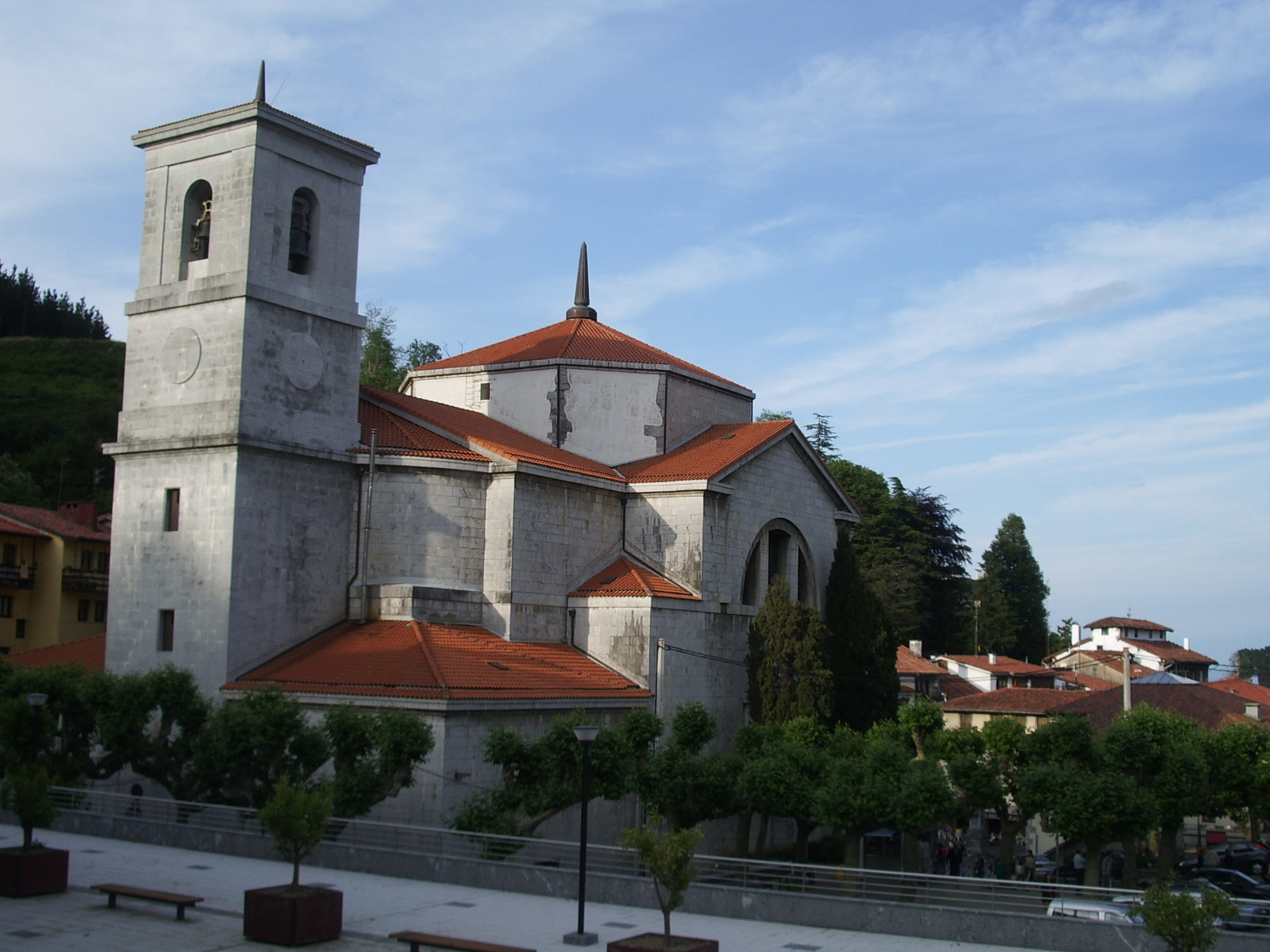
Nuestra Señora de la Asunción en Motrico.

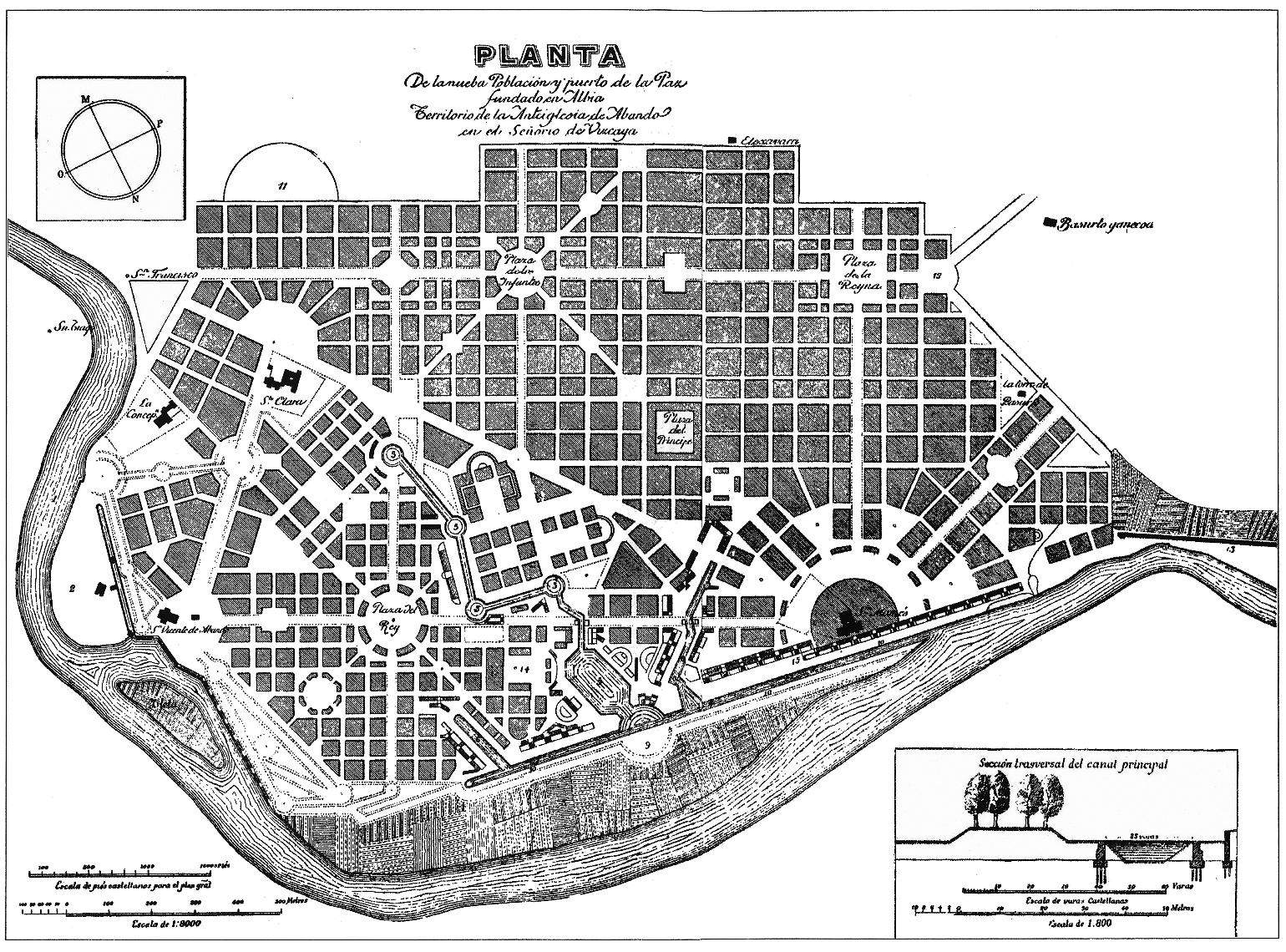
Puerto de la Paz, Bilbao, Silvestre Pérez, 1807.

Formuló una serie de ejercicios, que llamó construcciones mínimas, en los que se puede observar la sacralización de temas anteriormente profanos, como el de la biblioteca. Estas interferencias son también palpables en la arquitectura construida. Por ejemplo, en la iglesia de Nuestra Señora de la Asunción de Motrico (1789), traduce la idea de templo clásico a la parroquia cristiana y años después, en 1807, en la iglesia de Santa María de la Asunción (Bermeo) (que quedó inacabada en 1820) Pérez consigue diferenciar claramente el templo barroco del clásico, gracias a que la fachada no se convierte en una transposición del retablo, sino de la planta. Aunque estas dos iglesias pertenezcan al ámbito vasco, Pérez tiene una fructífera actividad en los años intermedios. En la Academia, aparte de su labor docente, es secretario  de  la comisión de arquitectura a partir de 1800 y realiza simultáneamente una actividad como urbanista y arquitecto, que llena de sugerencias su obra. En el País Vasco traza el proyecto de Nuevo Bilbao o Puerto de la Paz (1807).  
Parte de su destacada labor coincidió con la ocupación francesa. Como arquitecto del rey José Bonaparte, realizó el arco del triunfo en la Puerta de Toledo de Madrid, una obra de carácter conmemorativo en la que se aprecia su gusto por la arquitectura romana.  
En 1810 fue nombrado arquitecto municipal de Madrid y planeó algunos ambiciosos  proyectos que hubieran supuesto una gran reforma de parte de la ciudad, como un viaducto que salvaba la pendiente de la calle Segovia con el que se trataba de unir el Palacio Real con la iglesia de San Francisco el Grande y de este modo conseguir una imagen de la ciudad como fachada áulica hacia el río. El nuevo sentido que adquiriría representaría la unión de los poderes ejecutivo y legislativo (la iglesia de San Francisco era la sede de las Cortes en ese momento), siendo una alternativa al eje del paseo del Prado. Pero las limitaciones económicas impidieron que la obra se llevase a cabo y forzaron a Silvestre Pérez a circunscribirse a proyectos más modestos, como la traza de la plaza de Santa Ana (1810), en la que planteaba ya el tema urbano del espacio ajardinado, y la de San Miguel (1811). 
Una vez que José Bonaparte huyó de España, la colaboración con su régimen le obligó a seguir sus pasos y se exilió en el país vecino. Este hecho marcó su carrera. A comienzos del reinado de Fernando VII volvió, ya exculpado de su posición afrancesada, y se incorporó al panorama artístico español, aunque  fue postergado en favor de arquitectos menos creativos pero más fieles políticamente. En el País Vasco realizó el Teatro de Vitoria, el antiguo Ayuntamiento de San Sebastián y otros proyectos que no se materializarían, como los de la Plaza Nueva o el Ayuntamiento de Bilbao. En Sevilla haría un informe sobre ciertos problemas estructurales del templo del Sagrario, así como la traza del puente que uniría Triana con la ciudad, para sustituir el puente de barcas existente. 